# Szentendre
Szentendre je obrečno mesto v županiji Pešta na Madžarskem, med glavnim mestom Budimpešto in hribovjem Pilis-Visegrád. Mesto je znano po svojih muzejih (predvsem Madžarski muzej na prostem), galerijah in umetnikih.
Zaradi svoje zgodovinske arhitekture in lahke dostopnosti po železnici in reki je postalo destinacija za turiste, ki bivajo v Budimpešti. Obstaja veliko objektov, vključno s trgovinami s spominki in restavracijami, ki skrbijo za te obiskovalce.

## Ime
Ime mesta temelji na srednjeveški latinski obliki Sankt Andrae ('Sv. Andrej'). Zaradi pestre mešanice narodnosti, ki so se nekoč naselile v Szentendreju, ima naselje različna imena glede na jezik. Madžarsko ime za mesto je Szentendre; hrvaško ime je Senandrija; nemško ime je Sankt Andrä; v srbščini je ime Sentandreja (srbska cirilica Сентандреја); slovaško ime je Svätý Ondrej. Njegovo ime (Sanctus Andreas) se je prvič pojavilo v študentski oporoki leta 1146, ki jo je potrdil kralj Géza II. Ogrski. Mestno jedro iz 12. stoletja je bilo okoli še obstoječe cerkve sv. Andreja na drugi strani potoka Bükkös.

## Zgodovina
Območje današnjega Szentendreja je bilo ob prihodu Madžarov nenaseljeno. V 9. stoletju se je tu naselil Árpádov spremljevalec, sakralni knez Kurszán. Propadlo rimsko trdnjavo je prenovil in na ostankih rimskih stavb ponovno vzpostavil naselje.
O zgodovini Szentendreja med 9. in 10. stoletjem je malo znanega. Nekateri viri kažejo, da je na tem območju obstajala naselbina z imenom Apurig. Beseda apor pomeni »potok«, zato naj bi naselje bilo ob manjši reki. Na podlagi zemljevidov vojaških raziskav je bilo na tem območju pet potokov: Dera, Bükkös, Öregvíz in Sztelin. S katerim potokom lahko identificiramo Apor, ni znano.
Mesto je bilo v osmanskem obdobju večinoma izpraznjeno. Po ljudskem štetju iz 17. stoletja je takrat tu ostala le ena družina s svojim strežnim osebjem.
Po izgonu Osmanov z območja so se v naselje preselili tuji naseljenci. Danes dokaze o razcvetu mesta v tem času lahko vidimo v baročnem slogu hiš, sredozemskem vzdušju mestne arhitekture, njegovih cerkvah, tlakovanih ulicah in ozkih uličicah. Med veliko turško vojno so bili Srbi povabljeni, naj se izselijo na Madžarsko, da bi se izognili Osmanskemu cesarstvu. Zaradi tega vabila je leta 1690 prišlo do množičnega izseljevanja Srbov v Szentendrejsko pokrajino. Ti Srbi so pustili trajne sledi v mestni pokrajini in njeni kulturi. Stavbe v mestnem jedru so poskušale ohraniti ta srbski vpliv v svoji arhitekturi, vendar te stavbe dejansko ne izvirajo iz 17. stoletja. Po zemljevidih s konca stoletja se je mestno jedro takrat ponašalo z drugimi stavbami.
Bilo je tudi precejšnje priseljevanje Dalmatincev. Dalmatinske družine so se naselile na Oslovi gori, kjer danes ohranja njihov spomin ulica Dalmát. Tudi v 1980-ih so v tej ulici živeli izključno potomci prvotnih Dalmatincev. Ti potomci zdaj živijo po vsem mestu.
Čeprav so Osmani zdesetkali prebivalstvo regije, začenši v 1690-ih, je prebivalstvo počasi začelo naraščati in leta 1872 je doseglo raven, ko je mestni značaj spet začel prevladovati namesto vaškega značaja. Javna uprava in poslovne ustanove so omogočile uresničevanje vseh privilegijev, ki jih prinaša mesto. Szentendre je leta 1872 dobil status mesta. Leta 1888 je bila odprta železnica med Szentendrejem in Budimpešto.
Umirjeno provincialno življenje mesta že od začetka 20. stoletja privablja umetnike. Szentendrejska likovna kolonija je nastala leta 1929. Z njo je povezana tako imenovana Szentendrejska šola. Danes v mestu živi več kot dvesto likovnih in uporabnih umetnikov, pisateljev, pesnikov, glasbenikov in igralcev.
Mesto je bilo do 1970-ih majhno mesto; njegovo prebivalstvo je komaj doseglo štiri tisoč. Takratno mesto je obsegalo le dva dela: mestno jedro in Oslovo goro, ki je postala življenjski prostor v začetku 20. stoletja. Ta dva dela mesta sta od vseh preostalih območij Szentendreja ločena s cesto 11.
Okoli zgodovinskega mestnega jedra se je skozi stoletja mestu pridružilo nekaj manjših naselij, od katerih so nekatera današnja tradicionalna mestna območja Szentendreja, kot sta Izbég in Derecske. Szentendre vsebuje tudi območja zelenih pasov, kot so Pannóniatelep, Püspökmajor, Pismány, Szarvashegy. Do konca 1970-ih se je zaradi obsežne združitve mestnega središča naseljeno območje mesta znatno povečalo. Do začetka 21. stoletja so bila ta območja popolnoma poseljena in prejšnje mestece je leta 2010 doseglo 25.000 prebivalcev. Ta širitev mesta je praktično končala tradicionalno sadjarstvo in vrtnarjenje v Szentendreju.
Madžarski muzej na prostem (Skanzen), ustanovljen leta 1967, prikazuje različne plasti vasi in mestnih družb, vključno z notranjo opremo in življenjskim slogom različnih skupin od konca 18. do sredine 20. stoletja. Ta muzej vključuje najdaljšo evropsko muzejsko železniško progo, ki je bila zgrajena leta 2009. Muzej obiskujejo turisti iz Madžarske in tujine.
The Witcher (TV serija) (Netflix, 2019) je uporabil muzejsko zemljišče za prikaz vasi, ki je bila prvotni dom lika Yennefer; ta lokacija je bila uporabljena tudi v prizorih z glavnim likom, Ciri, v času, ko je bila na območju z mlinom na veter.

## Železnica
Szentendre je z Budimpešto povezan z linijo 5 železnice BHÉV, ki je bila odprta leta 1888. Ta električna železniška proga omogoča pogoste vlake med Szentendrejem in podzemno postajo Batthyány tér v Budimpešti preko Békásmegyerja.

## Umetnost
Szentendre je že od zgodnjega 20. stoletja dom generacij madžarskih umetnikov. V severnem delu mesta je delovala umetniška kolonija Szentendre.
Obstaja veliko muzejev in sodobnih galerij, ki predstavljajo bogato tradicijo vizualne umetnosti.